# Anneau de la Terre
Ne doit pas être confondu avec Anneaux de la Terre.
L'anneau de la Terre est un disque de poussières circumsolaire situé au niveau de l'orbite de la Terre qui a été détecté au début des années 1990.

## Découverte
En 1989, Al Jackson et Herb Zook du Johnson Space Center ont calculé que l'attraction gravitationnelle de la Terre devrait piéger une partie des poussières provenant d'astéroïdes et de comètes, retombant dans un anneau autour du Soleil. Mais la simulation informatique qui a suivi à la trace le comportement de moins de cent particules n'était pas suffisante pour convaincre tous les astronomes que l'anneau était réel.
Les simulations de l'Université de Floride et du Johnson Space Center ont permis, en 1994, de trouver un disque de poussière autour du Soleil sur l'orbite de la Terre. Pour ce faire, Stanley Dermott, Bo Gustafson et leurs collègues ont utilisé un super-ordinateur pour simuler les trajectoires de milliers de grains de poussières. Leurs simulations prouvent non seulement que l'anneau existe, mais qu'il a une structure particulière. Située sur le bord interne de l'anneau, la Terre sculpte l'anneau de poussière. En effet elle va légèrement plus vite que le bord interne de l'anneau, car la Terre et l'anneau ne tournent pas comme un seul bloc, chaque corps qui orbite autour du soleil tourne à une vitesse qui lui permet de garder sa position en équilibre sur son orbite, et qui est donc plus faible pour des corps situés plus loin du Soleil, puisque l'attraction y est plus faible. Cette vitesse qui dépend de la distance du centre de gravité par rapport au Soleil est donc légèrement plus faible pour les particules situées sur le bord interne de l'anneau puisqu'elles sont situées au moins 6370 km plus loin (rayon de la Terre). La Terre a donc nettoyé son orbite en attirant (puis en brûlant dans son atmosphère) toutes les particules qui étaient suffisamment proches, et celles qui ne sont que temporairement attirées, se retrouvent dans son sillage ou reprennent lentement leur position d'équilibre après le passage de la Terre, créant donc une vague sur le bord de l'anneau. C'est le même phénomène, plus visible en raison de l'épaisseur des anneaux, qui a été observé par la sonde Cassini sur les anneaux de Saturne, perturbés par sa petite lune, Daphnis. La cause de l'anneau de poussière est un phénomène de résonance : les poussières de particules sont piégées par la proximité de la Terre.

## Caractéristiques
L'anneau a une épaisseur de trois cent mille kilomètres et une largeur d'environ 50 millions de kilomètres de son bord intérieur à son bord extérieur. La Terre est noyée dans le bord intérieur. Cependant, la poussière du disque est si diffuse — en moyenne, moins d'une particule par kilomètre cube — qu'il est presque impossible de la voir dans le ciel nocturne.

## Origine
Les astronomes savent depuis longtemps que le Système solaire interne est de manière générale poussiéreux. Une partie de la poussière est produite par le passage de comètes et d'autres débris provenant de la ceinture d'astéroïdes entre Mars et Jupiter, où des milliards d'astéroïdes sont constamment heurtés et pulvérisés, remplissant le disque de débris de la Terre.

## Autres anneaux similaires
Un anneau similaire a été détecté au niveau de l'orbite de Vénus. Son existence, suspectée depuis les années 1970, a été confirmée fin novembre 2013.